# Mascul

Scutul și sulița zeului roman Marte, reprezintă sexul masculin.

Mascul sau sexul masculin (♂) este în cadrul reproducerii cu două sexe, sexul care produce gameții mai mici, cu care gameții mai mari ai sexului feminin sunt fertilizați pentru producerea de urmași. La oameni există două sexe.